# Geradenbüschel
Ein Geradenbüschel ist eine besondere Geradenschar des Raumes oder der Ebene.

## Geradenbüschel im Raum
Man spricht von einem Geradenbüschel im Raum, wenn alle Geraden durch einen gemeinsamen Punkt, den Büschel- oder Trägerpunkt, verlaufen und in einer gemeinsamen Ebene liegen, die als Trägerebene dieses Geradenbüschels bezeichnet wird. Liegt der Büschel- oder Trägerpunkt im Unendlichen, entsteht als Spezialfall des Geradenbüschels ein Parallelgeradenbüschel.
Das Geradenbüschel ist eines der sieben Grundgebilde der synthetischen projektiven Geometrie.

## Geradenbüschel im 2-dimensionalen kartesischen Koordinatensystem

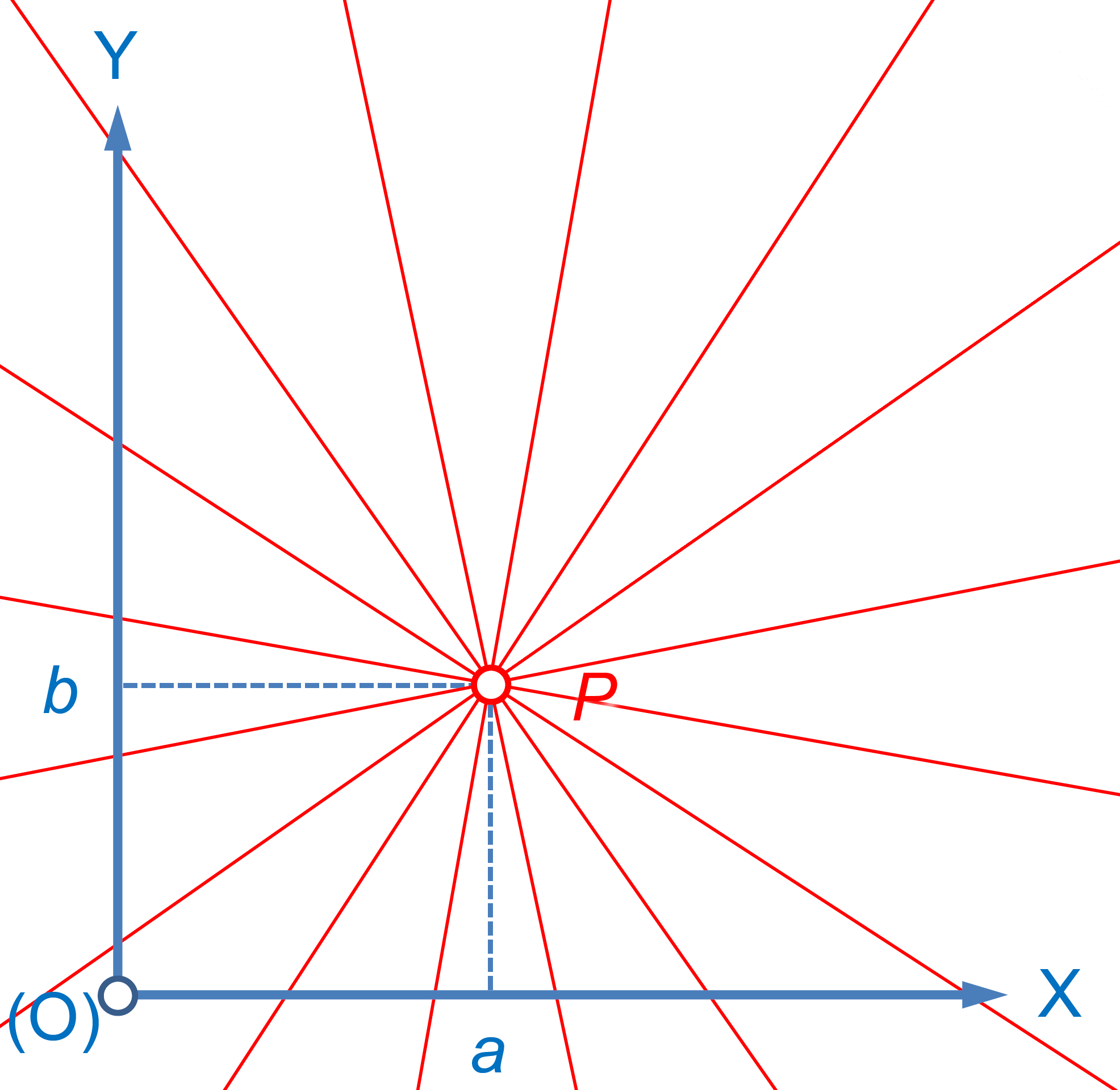
Geradenbüschel in der Ebene mit gemeinsamem Schnittpunkt

Man spricht von einem Geradenbüschel in der Ebene, wenn alle Geraden durch einen gemeinsamen Punkt dieser Ebene, den Büschelpunkt, verlaufen. Ein Geradenbüschel kann damit auch als Sonderfall einer Funktionsschar linearer Funktionen aufgefasst werden. Ein Geradenbüschel mit dem Büschelpunkt {\displaystyle (a|b)} wird durch die folgende Büschelgleichung beschrieben:
{\displaystyle y_{\text{(m,x)}}=m\cdot (x-a)+b}
Ein weiterer Sonderfall eines Geradenbüschels liegt vor, wenn der Büschelpunkt im Ursprung eines kartesischen Koordinatensystems liegt. In diesem Fall lautet die Büschelgleichung {\displaystyle y=mx}, wobei der Parameter {\displaystyle m} für die Geradensteigung steht. Alle Geraden dieses Büschels sind damit zugleich auch Ursprungsgeraden.